# Франц Вульфгаґен
Франц Вульфгаґен (нім. Franz Wulfhagen; 1624, Бремен — 1670, Бремен) — німецький живописець та гравер епохи бароко, один з учнів Рембрандта. Один з найвідоміших художників Бремена.

## Життєпис
Франц Вульфгаґен народився у Вільному ганзійському місті Бремен у 1624 році. У 1640-х роках переїхав у Амстердам та став учен Рембрандта. 
Повернувся в Бремен у 1650-х роках, де продовжив продовжив займатися живописом. Франц Вульфгаґен був знаним портретистом, намалював багато портретів бургомістрів Бремена. Зараз ці портрети виставлені у Бременській ратуші. 
Також Франц Вульфгаґен відомий як гравера та живописець картин на релігійну тематику. 

## Вибрані твори
1. «Весілля Кана» (Музей Фокке, Бремен,1660);
2. «Поклоніння волхвів» (Бременський Кафедральний Собор)
3. «Портрет голландського філософа» Бенедикта Спінози (Приватне зібрання, Париж, 1664)
4. «Портрет бургомістра Мельхіора Швелінґа». (Музей Фокке, Бремен, 1664, Інв. № 1929.264)
5. «Марґіт Швелінґ» (Музей Фокке, Бремен, 1664, Інв. № 1929.265)
6. «Портрет жінки з віялом» (Музей Фокке, Бремен, 1667, Інв. № 0.401)
7. «Малюнок кита» (Бременская ратуша, Бремен, 1670)

## Картини

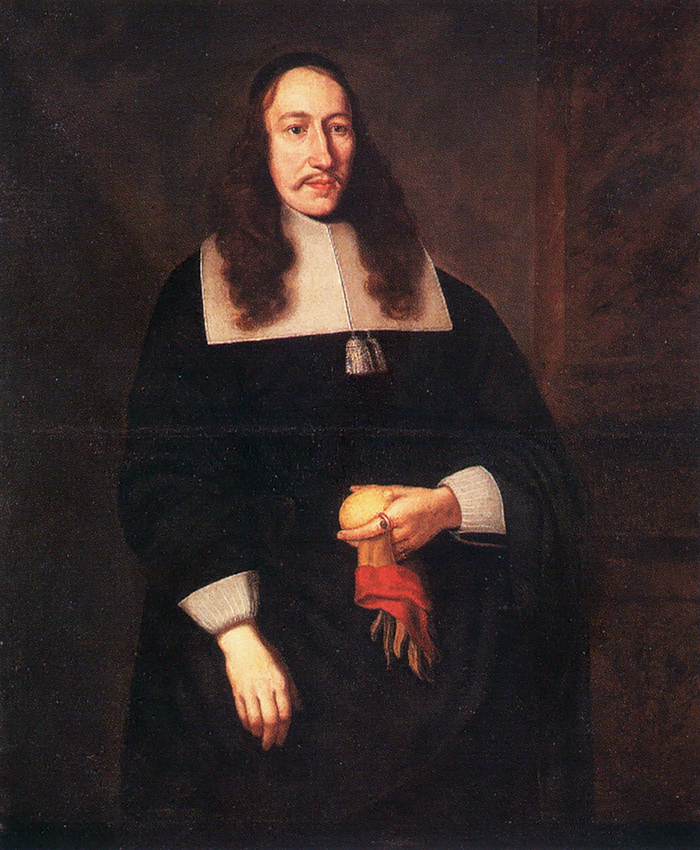
Портрет бургомістра Мельхіора Швелінґа. (Музей Фокке, Бремен, 1664)
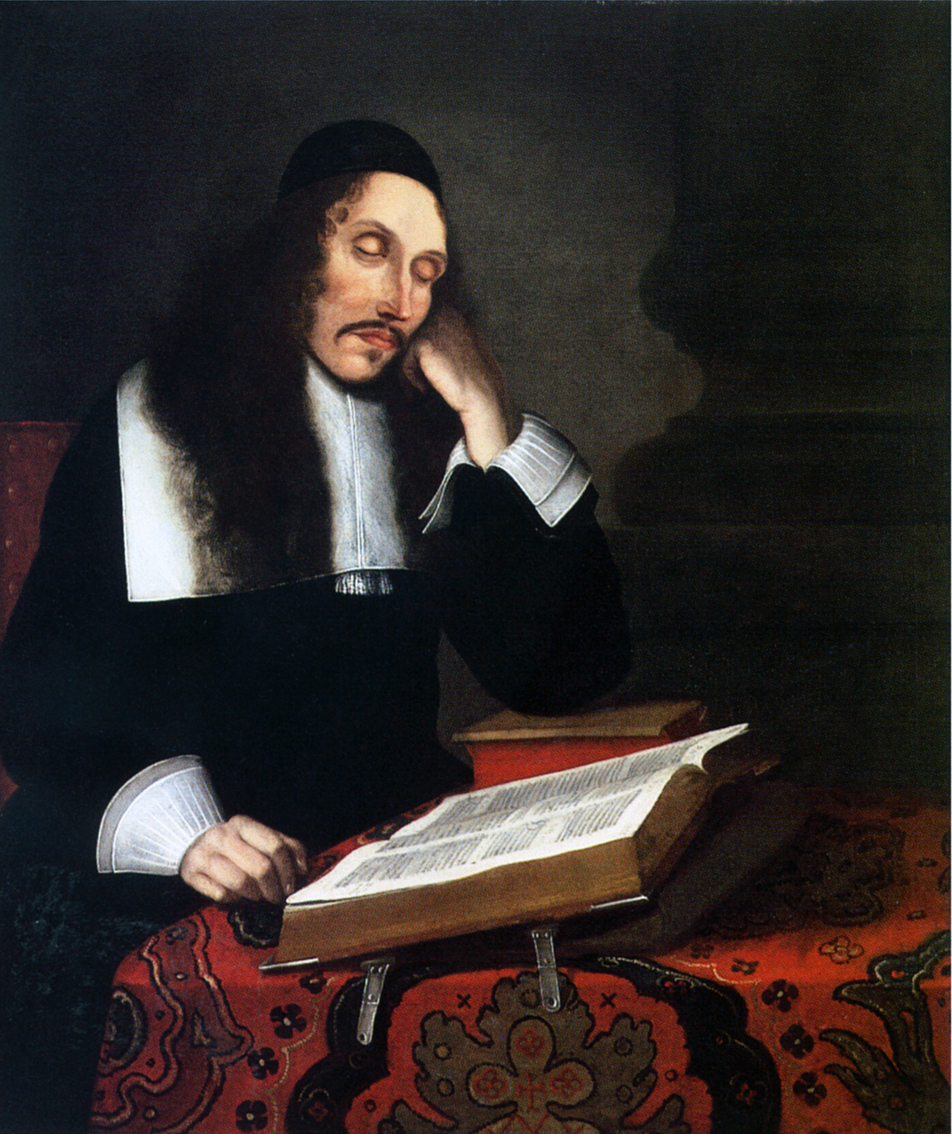
Портрет голландського філософа Бенедикта Спінози1 (Приватне зібрання, Париж, 1664)
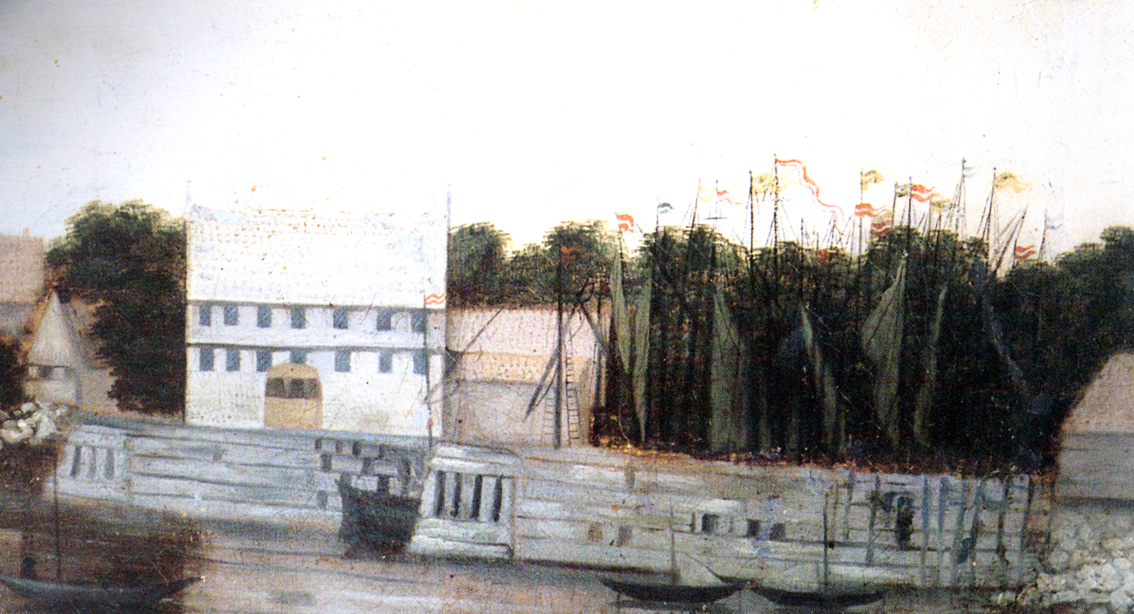
Будинок біля гавані Веґезак (1670)
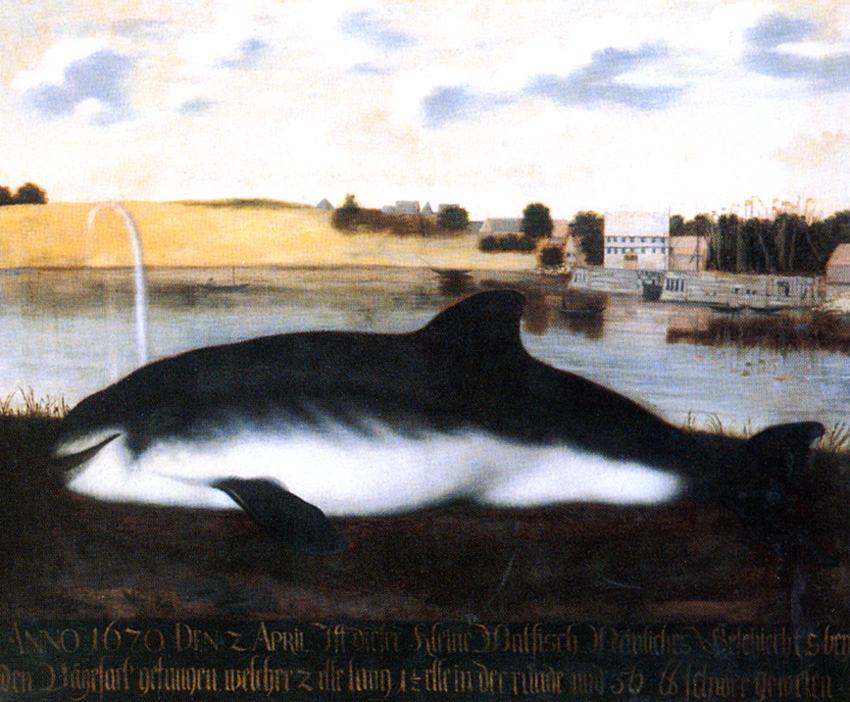
Малюнок кита (Бременская ратуша, Бремен, 1670)